# John Fields
John Fields (Woodbridge, Virginia; 30 de marzo de 1988) es un baloncestista estadounidense que actualmente es jugador de los Nha Trang Dolphins de la VBA de Vietnam. Con 2,06 metros de estatura, juega en la posición de pívot.

## Trayectoria deportiva

### Etapa universitaria
Durante sus primeras dos temporadas en el baloncesto universitario entre mediados de 2006 y mediados de 2008, Fields jugó para los  East Carolina Pirates de la Conference USA de la División I de la NCAA. Pese a ser titular en el equipo, dejó la Universidad del Este de Carolina para enrolarse en la Universidad de Carolina del Norte en Wilmington, donde recién jugaría durante la temporada 2009-10 con los UNC Wilmington Seahawks en la Colonial Athletic Association.
Su temporada como senior la disputó en los Tennessee Volunteers de la Southeastern Conference, donde actuó fundamentalmente como miembro de la escuadra suplente del equipo.
Al dejar el baloncesto universitario, el pívot registró un promedio de 7,6 puntos y 5,4 rebotes por encuentro en 114 partidos jugados. 

### Etapa profesional
Tras no ser drafteado en 2011, se marcharía a Europa para debutar como profesional en las filas del Vilpas Vikings de la Korisliiga durante la temporada 2011-12.
Comenzó la temporada 2012-13 jugando en el Giessen 46ers de la Basketball Bundesliga, pero en noviembre de 2012 se unió al Levharti Chomutov checo.
En la temporada 2013-14 juega en las filas del Lille Métropole BC de la PRO B francesa.
Las siguientes tres temporadas las disputaría en Bélgica, dos temporadas en el Liège Basket y una temporada intermedia en las filas del Belfius Mons-Hainaut.
En el verano de 2017 se incorporó al Maccabi Hod HaSharon, pero su paso por el club fue fugaz ya que en octubre de ese año fue fichado por el APOEL B.C. de la Primera División de Baloncesto de Chipre.
El 19 de enero de 2018, se marcharía a Grecia para jugar en el Aries Trikala B.C., que milita en la A1 Ethniki, la primera categoría del baloncesto griego en la que jugó 9 encuentros.
El 18 de febrero de 2018, tras rescindir su contrato con el Aries Trikala B.C., firma un contrato temporal por el SLUC Nancy Basket de la PRO B francesa. Sin embargo cuatro días después se anunció que el fichaje no se produciría y el jugador terminaría de disputar la temporada griega.
El 4 de mayo de 2018, se marcharía a Filipinas para jugar en las filas del Columbian DYIP.
Durante la temporada 2018-19, cambiaría de equipo en Filipinas para jugar con el Purefoods Star Hotshots.
El 10 de octubre de 2019, firma por el Atlas club Ferzol de Líbano en el que tendría un breve paso.
El 8 de noviembre de 2019, firma por el União Desportiva Oliveirense de la Liga Portuguesa de Basquetebol. Con el conjunto portugués disputa 15 partidos hasta el 18 de febrero de 2020, que rescinde su contrato.
Tras salir del União Desportiva Oliveirense, se unió al San Miguel Alab Pilipinas como reemplazo del maltés Samuel Deguara.
El 10 de junio de 2020, firma por el Sporting Clube de Portugal de la Liga Portuguesa de Basquetebol.
Luego de haber actuado en ligas taiwanesas, en junio de 2023 fue fichado por los Thang Long Warriors de la VBA de Vietnam.
Disputó la Liga Sudamericana de Baloncesto 2023 con el equipo chileno de Los Leones de Quilpué, y en 2024 regresó a Asia para jugar con equipos taiwaneses, indonesios y tailandeses. 
En septiembre de 2024 fue fichado por los Lobos Plateados de la BUAP de la Liga Nacional de Baloncesto Profesional de México.